# Condat-sur-Trincou
Condat-sur-Trincou är en kommun i departementet Dordogne i regionen Nouvelle-Aquitaine i sydvästra Frankrike. Kommunen ligger i kantonen Champagnac-de-Belair som tillhör arrondissementet Nontron. År 2022 hade Condat-sur-Trincou 495 invånare.

## Befolkningsutveckling
Antalet invånare i kommunen Condat-sur-Trincou
Referens:INSEE